# Natalie Bruck-Auffenberg
Natalie Bruck-Auffenberg (* 4. Jänner 1854 als Natalie Maria Elisabeth Auffenberg in Verona; † 17. März 1918 in Wien) war eine österreichische Journalistin, Malerin, Erfinderin und Sammlerin dalmatinischer Volkskunst.

## Leben
Natalie Bruck-Auffenberg war die Tochter eines Offiziers. Am 9. Mai 1877 heiratete sie den Bauunternehmer Gustav Bruck (1844–1911), mit dem sie drei Kinder hatte.
Bereits im Alter von zehn Jahren soll sie Texte in einer Jugendzeitschrift veröffentlicht haben. Ab 1872 entwarf sie Modezeichnungen aus dem Wiener Gesellschaftsleben. Als Modejournalistin publizierte sie in verschiedenen Wiener Blättern, ab 1892 war sie Hauptmitarbeiterin der Lipperheideschen Illustrierten Frauenzeitung.
Ab 1896 bereiste sie mehrmals das Kronland Dalmatien, wo sie Textilien und andere volkskundliche Objekte sammelte und der Wissenschaft zugänglich machte. Das Wiener Volkskundemuseum besitzt rund 270 Objekte aus dem Nachlass Bruck-Auffenbergs.
Sie betätigte sich auch als Erfinderin, 1912 erhielt sie ein Patent für einen Handstaubsauger.
Bruck-Auffenberg starb in Wien und wurde am 20. März 1918 am neuen Friedhof von Stockerau beerdigt.

## Werke
- Die Frau comme il faut. (Die vollkommene Frau). Mit Beiträgen des Briefkastenmannes der „Wiener Mode“. Wiener Mode, Wien 1896.
- Dalmatien und seine Volkskunst. Anton Schroll, Wien 1911.